# Leutasch
Leutasch é um município da Áustria, situado no distrito de Innsbruck-Land, no estado do Tirol. Tem 102,87 km² de área e sua população em 2019 foi estimada em 2.422 habitantes.